# Daouda Malam Wanké
Daouda Malam Wanké (* 1954 in Yélou; † 15. September 2004 in Niamey) war ein nigrischer Offizier und Staatschef des Landes.

## Leben
Daouda Malam Wanké besuchte die Grundschule in seinem Geburtsort und Mittelschulen in Dosso und Niamey. Anschließend studierte er für kurze Zeit Geografie und Geschichte an der Universität Niamey. Von 1972 bis 1974 war er als Hausa-Übersetzer und Verwaltungsassistent in staatlichen Stellen für die Alphabetisierung des Landes tätig.
Am 1. September 1974 begann Wanké als Soldat auf Zeit seine Laufbahn bei den Streitkräften Nigers. 1976 wurde er Sergeant, 1983 Unterleutnant, 1985 Leutnant, 1991 Hauptmann und 1996 Major. Parallel dazu absolvierte er militärische Ausbildungen unter anderem an der madagassischen Militärakademie von Antsirabe und der französischen Artillerieschule von Draguignan. Ab März 1997 diente er als Kommandant der Präsidentengarde.
Am 9. April 1999 führte Daouda Malam Wanké einen Militärputsch gegen den amtierenden Präsidenten Ibrahim Baré Maïnassara an, der selbst durch einen Putsch an die Macht gekommen war. Nach dem gewaltsamen Tod Maïnassaras wurde Wanké am 11. April 1999 Staatschef und Vorsitzender des Rats der nationalen Versöhnung, der ankündigte, das Land zu allgemeinen Wahlen führen zu wollen. Die Regierung von Präsident Wanké erfüllte ihr Versprechen und gab im Dezember 1999 die Macht an den bei den Präsidentschaftswahlen von 1999 gewählten Präsidenten Mamadou Tandja ab.
Wanké war zuletzt sehr krank. Unter anderem litt er an Blutkreislauf-Problemen und Bluthochdruck. Während der letzten Monate seines Lebens hielt er sich zur medizinischen Behandlung in Libyen, Marokko und der Schweiz auf. Wanké starb im September 2004 und hinterließ seine Ehefrau und drei Kinder.

## Auszeichnungen und Ehrungen
- Offizier des Nationalordens Nigers (1995)